# Canterbury Rugby Football Union
Die Canterbury Rugby Football Union (CRFU) ist der Rugby-Union-Provinzverband für den größten Teil der Region Canterbury auf der Südinsel Neuseelands. Die Verbands- und Trikotfarben sind rot und schwarz. Die Auswahlmannschaft des Verbandes in der nationalen Meisterschaft ITM Cup trägt ihre Heimspiele im Rugby League Park in Christchurch aus.
Canterbury hat die neuseeländische Meisterschaft (früher National Provincial Championship) sechsmal gewonnen. Zehnmal war die Mannschaft im Besitz des Ranfurly Shield, zuletzt von September 2004 bis September 2006.
Spieler aus Canterbury stellen den größten Teil der Mannschaft Crusaders, die in der internationalen Meisterschaft Super Rugby spielt. Aus diesem Grund werden die Heimspiele der Crusaders ebenfalls in Christchurch ausgetragen. Dem Verband sind 47 Vereine angeschlossen.

## Erfolge
- 5 Meistertitel in der National Provincial Championship: 1977, 1983, 1997, 2001, 2004
- 7 Meistertitel im Air New Zealand Cup/ITM Cup: 2008, 2009, 2010, 2011, 2012, 2013, 2015
- 131 Siege in 172 Spielen um den Ranfurly Shield

## Bekannte ehemalige und aktuelle Spieler
| - Graeme Bachop - Todd Blackadder - Daniel Carter - Robbie Deans - Daryl Gibson - Mark Hammett - Jock Hobbs - Chris Jack - Ian Kirkpatrick | - Chris Laidlaw - Richie McCaw - Fergus McCormick - Leon MacDonald - Justin Marshall - Aaron Mauger - Nathan Mauger - Norm Maxwell - Andrew Mehrtens | - Tane Norton - Caleb Ralph - Scott Robertson - Wayne Smith - Greg Somerville - Reuben Thorne - Kel Tremain - Wilson Whineray - Alex Wyllie |

## Angeschlossene Vereine
| - Amberley RFC - Ashley RFC - Banks Peninsula RFC - Belfast RFC - Burnham RFC - Burnside RFC - Cheviot RFC - Christchurch RFC - Culverden RFC - Darfield RFC - Diamond Harbour RFC - Dunsandel Irwell RFC | - Glenmark RFC - Hammer Springs RFC - High School Old Boys RFC - Hornby RFC - Hurunui RFC - Kaipoi RFC - Kirwee RFC - Leeston RFC - Lincoln RFC - Lincoln University RFC - Linwood RFC - Lyttelton RFC | - Marist Albion RFC - Merivale RFC - New Brighton RFC - Ohoka RFC - Otautahi RFC - Oxford RFC - Parklands RFC - Prebbleton RFC - Rolleston RFC - Saracens RFC - Selwyn RFC - Sheffield RFC | - Shirley RFC - Southbridge RFC - Springston RFC - Suburbs RFC - Sumner RFC - Sydenham RFC - United RFC - University RFC - Waiau RFC - Waihora RFC - West Melton RFC - Woodend RFC |